# ロナルド・レイシー
ロナルド・ウィリアム・レイシー（Ronald William Lacey 1935年9月28日 - 1991年5月15日）は、イギリス・ロンドン出身の俳優。
22歳のときにプロの役者としてデビュー。『レイダース/失われたアーク《聖櫃》』でのゲシュタポのエージェント、アーノルド・エルンスト・トート役で有名。香港映画『スペクターX』ではトートを彷彿させる役柄で演じていた。『インディ・ジョーンズ/最後の聖戦』にはハインリヒ・ヒムラー役で（クレジットとセリフなしで）出演している。また、映画とテレビドラマでウィンストン・チャーチルを2回演じている。演出家や演劇講師としても活動した。
ウェールズ人という出自からウェールズに愛着を感じており、同地にコテージを所有し、休日は家族とそこで過ごしていた。2回結婚して3人の子供をもうけ、うち2人が俳優になった。
1991年5月15日、肝癌による肝不全のため死去。55歳。

## 主な出演作品
| 公開年 | 邦題 原題                                                                                       | 役名                                              | 備考                   |
| ------ | ----------------------------------------------------------------------------------------------- | ------------------------------------------------- | ---------------------- |
| 1964   | 人間の絆 Of Human Bondage                                                                       | マシューズ                                        |                        |
| 1965   | 5人の週末 Catch Us If You Can                                                                   |                                                   | クレジットなし         |
| 1967   | ジョン・レノンの 僕の戦争 How I Won the War                                                     | スプール                                          | 劇場未公開             |
| 1967   | 吸血鬼 The Fearless Vampire Killers                                                             | 村人                                              |                        |
| 1968   | 地獄のかけひき Otley                                                                            | カーティス                                        |                        |
| 1970   | 昨日にさよなら Say Hello to Yesterday                                                           |                                                   | クレジットなし         |
| 1971   | 殺しのマスク Crucible of Terror                                                                 | マイケル・クレア                                  | 劇場未公開             |
| 1973   | ファイナル・プログラム/インプット完了メシア創造の瞬間 The Final Progamme                        | シェイズ                                          | 劇場未公開             |
| 1973   | まぼろしの緑の騎士 Gawain and the Green Knight                                                  | オズワルド                                        | 劇場未公開             |
| 1975   | 骨董屋 The Old Curiosity Shop                                                                   | ハリス                                            |                        |
| 1978   | キャスターブリッジの市長 The Mayor of Casterbridge                                              | ジョップ                                          | テレビミニシリーズ     |
| 1979   | ズールー戦争/野望の大陸 Zulu Dawn                                                               | ノリス・ニューマン                                | 劇場未公開             |
| 1980   | ニジンスキー Nijinsky                                                                           | レオン・バクスト                                  |                        |
| 1981   | レイダース/失われたアーク《聖櫃》 Raiders of the Lost Ark                                       | アーノルド・エルンスト・トート                    |                        |
| 1982   | ファイヤーフォックス Firefox                                                                    | マクシム・セメロフスキー                          |                        |
| 1983   | サハラ Sahara                                                                                   | ベグ                                              |                        |
| 1983   | チーチ&チョン イエローパイレーツ Yellowbeard                                                    | オウムを連れた男                                  |                        |
| 1983   | トレンチコート/危険な追跡 Trenchcoat                                                            | アイダ姫                                          | 劇場未公開             |
| 1983   | バスカヴィル家の犬 The Hound of the Baskervilles                                                | レストレード                                      | テレビドラマ           |
| 1984   | ハッピー・プレッピー Making the Grade                                                           | ニッキー                                          | 劇場未公開             |
| 1984   | 勇者の剣 Sword of the Valiant                                                                   | オズワルド                                        |                        |
| 1984   | バカルー・バンザイの8次元ギャラクシー The Adventure of Buckaroo Banzai Across the 8th Dimension | ウィドマーク大統領                                |                        |
| 1985   | グレート・ウォリアーズ/欲望の剣 Flesh + Blood                                                   | 枢機卿                                            |                        |
| 1985   | レッドソニア Red Sonja                                                                          | アイコル                                          |                        |
| 1986   | スペクターX 最佳拍檔之千里救差婆/Aces Go Places IV                                              | 悪党のリーダー                                    |                        |
| 1986   | ガンバス Sky Bandits                                                                            | フリッツ                                          |                        |
| 1986   | 快傑ローン・ランナー Lone Runner                                                                | ミーシャ                                          | 劇場未公開             |
| 1987   | シャーロック・ホームズの冒険「四つの署名」 The Sign of Four                                     | サディアス・ショルトー/バーソロミュー・ショルトー | テレビドラマ           |
| 1988   | マニフェスト/欲望のパラダイス Manifesto                                                         | 指揮者                                            |                        |
| 1988   | 大脱走2 The Great Escape II: The Untold Story                                                   | ウィンストン・チャーチル                          | テレビ映画             |
| 1989   | インディ・ジョーンズ/最後の聖戦 Indiana Jones and the Last Crusade                              | ハインリヒ・ヒムラー                              | クレジット・セリフなし |
| 1989   | 恋の掟 Valmont                                                                                  | ホセ                                              |                        |
| 1989   | 陰謀 ナチスに挑んだ男 The Nightmare Years                                                       | エミール・ルーガー                                | テレビ映画             |
| 1989   | スターリングラード Stalingrad                                                                   | ウィンストン・チャーチル                          |                        |
| 1992   | ランドスライド Landslide                                                                        | フレッド・ドナー                                  | テレビ映画             |

## トリビア
『レイダース/失われたアーク《聖櫃》』の日本公開当時、落語家の桂文珍は自分の容姿が彼に似ている事を「私も最近は映画に出させていただきまして。ご覧になった方もいらっしゃるでしょうか。レイダースという・・」などと、高座やバラエティ番組出演時のトークで度々ネタにしていた。